# 昂坎莱吉讷加特
昂坎莱吉讷加特（法語：Enquin-lez-Guinegatte，法語發音：[ɑ̃kɛ̃ le ɡinɡat]）是法国加来海峡省的一个市镇，属于圣奥梅尔区。该市镇于2017年由原市镇昂坎莱米讷和昂吉讷加特合并而成，行政中心位于昂坎莱米讷。

## 地名
“昂坎莱吉讷加特”（Enquin-lez-Guinegatte）一名在法语中意为“吉讷加特附近的昂坎”，用一个地名涵盖了原来的两市镇之名称。

## 地理
昂坎莱吉讷加特（50°36'32"N, 2°16'19"E）面积20.02 平方千米，位于法国上法蘭西大區加来海峡省，该省份为法国北部沿海省份，西北濒北海，南至索姆省，东临北部省。
与昂坎莱吉讷加特接壤的市镇（或旧市镇、城区）包括：德莱特、泰鲁阿讷、马梅、布莱西、埃特雷布朗什、利尼莱艾尔、费万帕法尔、弗莱尚、埃尔尼圣于连。
昂坎莱吉讷加特的时区为UTC+01:00、UTC+02:00（夏令时）。

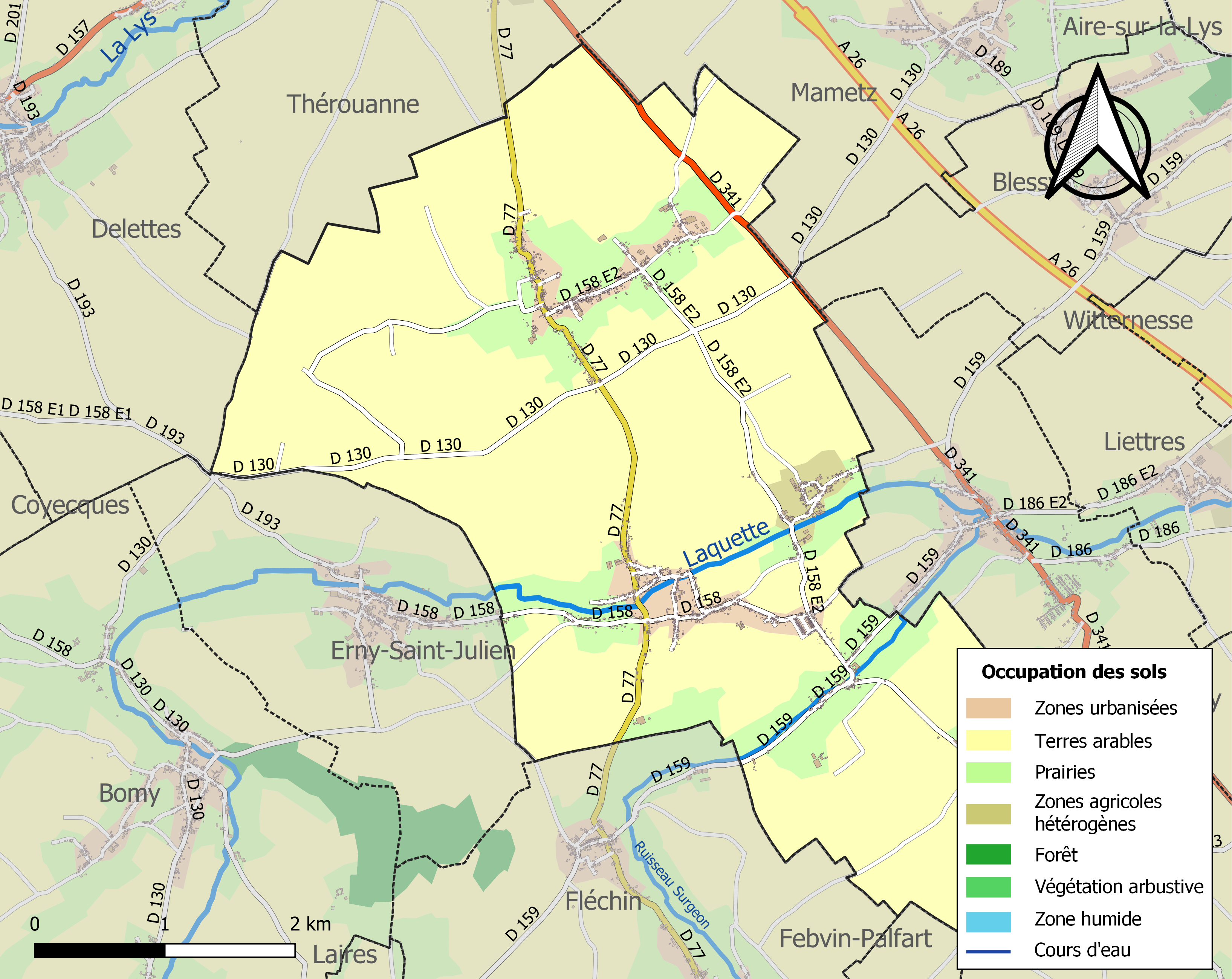
昂坎莱吉讷加特的OSM定位图

## 行政
昂坎莱吉讷加特的邮政编码为62145，INSEE市镇编码为62295。

## 政治
昂坎莱吉讷加特所属的省级选区为弗吕日县。

## 人口
昂坎莱吉讷加特于2022年1月1日时的人口数量为1600人。